# Grandia
Bei Grandia (jap. グランディア; Gurandia) handelt es sich um eine Reihe von Videospielen. Ursprünglich war Grandia für den Sega Saturn produziert und später für die PlayStation neu aufgelegt. Die Reihe verkaufte sich mehr als 2,2 Millionen Mal.

## Reguläre Grandia-Reihe

### Grandia
Im ersten Grandia-Teil, welcher für die Sega Saturn und für die PlayStation veröffentlicht wurde, handelt die Geschichte von einem Jungen namens Justin. Nach einer mysteriösen Begegnung mit der hohen Priesterin von Alent, macht er sich auf die Reise, um die verlorene Zivilisation von Angelou zu finden. Auf der Reise trifft er viele Freunde, die ihm helfen und entdeckt Orte, die der Menschheit verschwiegen wurden.

### Grandia II
Die Handlung dreht sich um Ryudo, einen Geohound (eine Art Söldner), und seinen sprechenden Vogel Skye. Zusammen nehmen sie einen Auftrag der Kirche an, Elena – eine Sängerin von Granas – als Bodyguards auf ihrem Weg zum Garmia Tower zu begleiten. Am Garmia Tower angekommen dreht sich die Handlung und Ryudo und Skye müssen um die ganze Welt reisen, um sie zu retten.

### Grandia III
Der dritte Teil von Grandia handelt von Yuki, der den Belion See als zweite Person seiner Spielwelt überfliegen möchte und bei einer Notlandung auf Alfina, eine Kommunikatorin, trifft. Alfina wird gejagt und dadurch wird Yuki in ihre Geschichte verwickelt. Zusammen suchen sie die Wächter auf und versuchen deren Kraft zu bekommen, um gegen das Böse zu kämpfen.

## Ableger
- 1998: Grandia: Digital Museum (Game Arts; Sega Saturn; Japan)
- 2000: Grandia: Parallel Trippers (Game Arts/Hudson; Game Boy Color; Japan)
- 2002: Grandia Xtreme (Game Arts/Enix; PlayStation 2; Japan, USA)
- 2009: Grandia Online (Game Arts; PC; Japan), eingestellt am 28. September 2012.[2]

## Wiederveröffentlichungen
Im Rahmen des Game Arts Game Archives Festivals wurde eine Reihe von Wiederveröffentlichungen für das PSN angekündigt, um damit das 30-jährige Bestehen von Game Arts zu zelebrieren. Im November 2014 veröffentlichte man Grandia II, im Dezember 2014 Grandia Xtreme und im Januar 2015 Grandia III. Die Spiele stehen zurzeit allerdings nur im japanischen PSN-Store zur Verfügung. Auf einer speziellen Website stehen alle Spiele gelistet, die für das Game Arts Game Archives Festivals veröffentlicht werden, Grandia wird dort auch gelistet, obwohl es bereits 2009 / 2010 im PSN-Store veröffentlicht wurde. Als fünfte Ankündigung folgte im März 2015 ein Gewinnspiel, indem man eine von Noriyuki Iwadare handsignierte Soundtrack-CD und viele kleinere Fanartikel zu Grandia gewinnen konnte. Das Gewinnspiel endete am 31. desselben Monats.
Im April 2015 startete Game Arts eine digitale Umfrage, in der nach beliebten Merkmalen an ihren Spielen gefragt wurde. Später im Mai des Jahres wurde verkündet, dass das Spiel Grandia II für den PC wiederveröffentlicht, allerdings nur über Steam digital angeboten, werden soll. Hierbei orientiert sich das Spiel an der Dreamcast-Version und soll in HD überarbeitet werden. Anfangs noch als HD-Remake angekündigt, wurde kurz vor dem Veröffentlichungstermin, dem 24. August 2015, das Format als 15th Anniversary Edition vermarktet.
IGN verkündete im August 2018, dass ein „HD-Remaster“ von Grandia für die Nintendo Switch und für Steam im Winter desselben Jahres erscheinen soll. Der Veröffentlichungszeitraum wurde jedoch nicht eingehalten. Grandia HD Remaster wurde am 15. Oktober 2019 via Steam veröffentlicht – gefolgt von Grandia II HD Remaster. Zudem soll auch Grandia II für die Nintendo Switch als HD Remaster erscheinen, während Steam bereits über die 15th Anniversary Edition verfügt. Anspielbar war Grandia II für die Switch bereits zur PAX 2018 in Seattle. Die planmäßige Veröffentlichung wurde nicht eingehalten, doch im Juni 2019 verkündete GungHo, dass die Veröffentlichung auf der Electronic Entertainment Expo im Juni des Jahres präsentiert werden soll. Die Version für Nintendo Switch heißt nun auch Grandia HD Collection und zusätzlich gab es Informationen darüber, dass Grandia II nun zusätzlich deutsche und französische Texte bekommen wird, die vorher in der Originalverfassung nicht vorhanden waren. Am 16. August 2019 erschien die HD-Remaster-Kollektion schließlich unter dem Titel Grandia HD Collection digital im Nintendo eShop für die Switch.

## Zukunft der Reihe
In einem Interview äußerte sich der CEO von GungHo, Kazuki Morishita, dass man über eine Fortsetzung der Reihe nachdenke, aber dies auf den Erfolg der Grandia HD Collection ankommen würde.

## Soundtracks
Bisher wurden 15 Soundtrack-Alben zur Serie veröffentlicht und komponiert wurden alle von Noriyuki Iwadare.
| Veröffentlichung   | Titel                                                                                             | Anmerkung                                                                               |
| ------------------ | ------------------------------------------------------------------------------------------------- | --------------------------------------------------------------------------------------- |
| 18. Dezember 1997  | Grandia Pre-order Campaign Special CD グランディア 予約キャンペーン特製ＣＤ                       | Vorbesteller-CD                                                                         |
| 22. Dezember 1997  | Grandia / Original Soundtracks 「グランディア／オリジナルサウンドトラックス」                     | Soundtrack-Album                                                                        |
| 04. Februar 1998   | Vent: Grandia Arrange Version Vent ～ グランディア アレンジバージョン                             | Soundtrack-Album                                                                        |
| 26. Juni 1998      | „Grandia“ Original Soundtracks II 「グランディア」 オリジナル・サウンドトラックスII               | Soundtrack-Album                                                                        |
| 25. Juni 1999      | The Best of Grandia ベスト オブ グランディア                                                      | Kompilation                                                                             |
| 07. August 2000    | Grandia II: Melodia                                                                               | Soundtrack-Album als Beilage der limitierten japanischen Version zu Grandia II          |
| 08. September 2000 | Grandia II: Deus グランディア II ～デウス～                                                       | Soundtrack-Album                                                                        |
| 13. Oktober 2000   | Grandia II: Povo グランディア II ～ポーヴォ～                                                     | Soundtrack-Album                                                                        |
| 05. Dezember 2000  | Grandia II Music Selections                                                                       | Soundtrack-Album als Beilage der US-amerikanischen Dreamcast-Version zu Grandia II      |
| 01. März 2002      | Grandia Xtreme Original Soundtracks グランディアエクストリーム オリジナルサウンドトラックス       | Soundtrack-Album                                                                        |
| 04. August 2005    | History of Grandia: Sound Adventure Box                                                           | Vorbesteller-Soundtrack-Album für Grandia III                                           |
| 26. August 2005    | Grandia III Twofive Promotional Album                                                             | Vorbesteller-Soundtrack-Album beim Online-Kauf von Grandia III über das Portal Twofive. |
| 26. August 2005    | Grandia III: Original Sound Tracks グランディアIII オリジナルサウンドトラックス                   | Soundtrack-Album                                                                        |
| 25. Dezember 2009  | Grandia Online: Perfect Sound Library グランディア オンライン・パーフェクト・サウンドライブラリー | Soundtrack-Album                                                                        |
| 14. Oktober 2011   | Frets of Valmar: Grandia II                                                                       | Soundtrack-Album als Independent-Veröffentlichung                                       |

Alle Angaben wurden von VGMdb entnommen.